# Bourg-en-Bresse
Bourg-en-Bresse [buʀkɑ̃ˈbʀɛs] oder [buʀɑ̃ˈbʀɛs] ist eine französische Stadt mit 42.065 Einwohnern (Stand: 1. Januar 2022) in der Region Auvergne-Rhône-Alpes. Sie ist Hauptstadt des Départements Ain sowie Sitz des Gemeindeverbandes Bassin de Bourg-en-Bresse. Die Bewohner werden Burgiens genannt, die der Landschaft Bresse Bressans.

## Geografie
Die Stadt Bourg-en-Bresse liegt am Südwestrand des französischen Jura, am linken Ufer der Reyssouze. Im nordöstlichen Gemeindegebiet verläuft ihr Zufluss Jugnon. Lyon liegt etwa 70 Kilometer südwestlich und  Lons-le-Saunier 50 Kilometer nördlich, Mâcon 30 Kilometer westlich und Genf 120 Kilometer östlich der Stadt.

## Geschichte
Außer zahlreichen römischen Ausgrabungen ist wenig von der frühen Geschichte der Stadt bekannt. Das Stadtrecht bekam Bourg-en-Bresse 1250; Anfang des 15. Jahrhunderts wurde die Stadt von den Herzögen von Savoyen zur Hauptstadt der Provinz Bresse gemacht. 1535 fiel Bourg-en-Bresse an Frankreich, wurde aber von Herzog Emanuel Philibert zurückerobert. Dieser ließ die Stadt befestigen und so hielt sie einer sechsmonatigen Belagerung durch die Truppen Heinrich IV. stand. Aus dieser Zeit existieren noch viele, auch kleinere, bürgerliche Wohnhäuser wie beispielsweise das Haus Rue de la République 30. 1601 wurde Bourg-en-Bresse endgültig an Frankreich abgetreten.
Im Zweiten Weltkrieg wurde Bourg am 16. Juni 1940 von drei deutschen Bombenflugzeugen angegriffen. 13 Menschen kamen dabei ums Leben, mehrere Gebäude wurden beschädigt oder zerstört. Die Hälfte der Bevölkerung floh daraufhin aus der Stadt. Am 19. Juni 1940 rückte die Wehrmacht, nachdem Bourg zur offenen Stadt erklärt worden war, ohne auf Widerstand zu stoßen, vorübergehend ein. In den Tagen ab dem 25. Juni kehrten die geflohenen Menschen zurück. Nach der Kapitulation der Streitkräfte Frankreichs gehörte Bourg zunächst zur Zone libre, die unter Verwaltung des Vichy-Regimes stand. Im November 1942 wurde die Stadt im Rahmen des Unternehmens Anton von deutschen Truppen für fast zwei Jahre erneut besetzt. Am 4. September 1944 wurde Bourg-en-Bresse von der amerikanischen Armee befreit.
Die Schule Lycée Lalande in Bourg-en-Bresse wurde per Dekret vom 3. Oktober 1946 mit der Médaille de la Résistance ausgezeichnet, weil sich in den Jahren der deutschen Besatzung Frankreichs fast 200 Schüler dieses Gymnasiums der Résistance oder der Ersten französischen Armee angeschlossen hatten. Etwa 30 Schüler starben im Kampf. Das Lycée Lalande ist die einzige mit der Auszeichnung geehrte Schule Frankreichs.

### Bevölkerungsentwicklung
| Jahr                       | 1962   | 1968   | 1975   | 1982   | 1990   | 1999   | 2007   | 2016   |
| Einwohner                  | 32.596 | 37.887 | 42.181 | 41.098 | 40.972 | 40.666 | 40.506 | 41.365 |
| Quellen: Cassini und INSEE |        |        |        |        |        |        |        |        |

## Politik

### Wappen
Blasonierung: „Gespalten in Grün und Schwarz, über dem Spalt ein silbernes Kleeblattkreuz.“

### Städtepartnerschaften
Bourg-en-Bresse pflegt Städtepartnerschaften mit:
- Bad Kreuznach in Rheinland-Pfalz, Deutschland, seit 1963
- Parma in der Emilia-Romagna, Italien, seit 1990
- San Severo in Apulien, Italien, seit 2000
- Namur in Wallonien, Belgien, seit 1996
- Aylesbury in Buckinghamshire, Großbritannien, seit 2000
- El Kef im Gouvernement Kef, Tunesien, seit 2000
- Brzeg in der Woiwodschaft Oppeln, Polen, seit 2006

## Sehenswürdigkeiten
- Das Königliche Kloster Brou mit großer Abteikirche wurde zwischen 1505 und 1536 erbaut; sie enthält die Grabmale von Marguerite de Bourbon, Philibert II. und Margarete von Österreich.
- Die gotische Konkathedrale Notre-Dame de Bourg (1505–1695) besitzt eine Renaissance-Fassade aus dem 16. Jahrhundert. Das Portal stammt von 1545. Der Turm wurde von 1652 bis 1695 errichtet, während der französischen Revolution gekappt und 1914 rekonstruiert.
- Das Musée de Brou zeigt eine Sammlung französischer, flämischer und italienischer Kunst vom 15. bis ins 20. Jahrhundert.
- L'Hôtel-Dieu (XVII. Jahrhundert) mit Apothicairerie (historische Apotheke)
- Schloss der Herzöge von Bresse
- Porte des Jacobins (15. Jahrhundert).
- In der Innenstadt stehen viele Gebäude aus dem 15. und 16. Jahrhundert, u. a. das Theater, das Grenette-Viertel, der Kiosque à musique des Quinconces und das alte Jesuitenkolleg

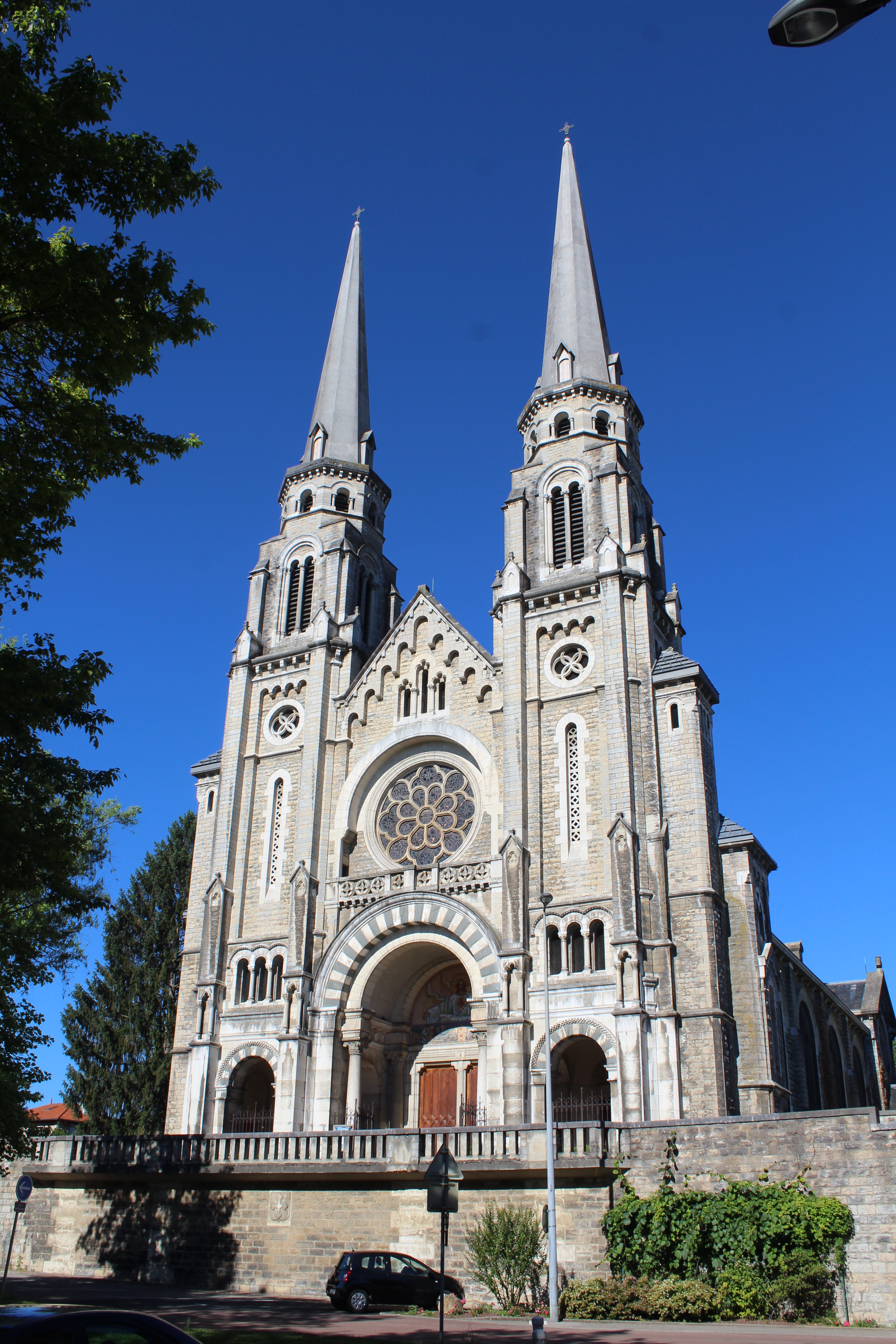
Basilika Sacré-Cœur
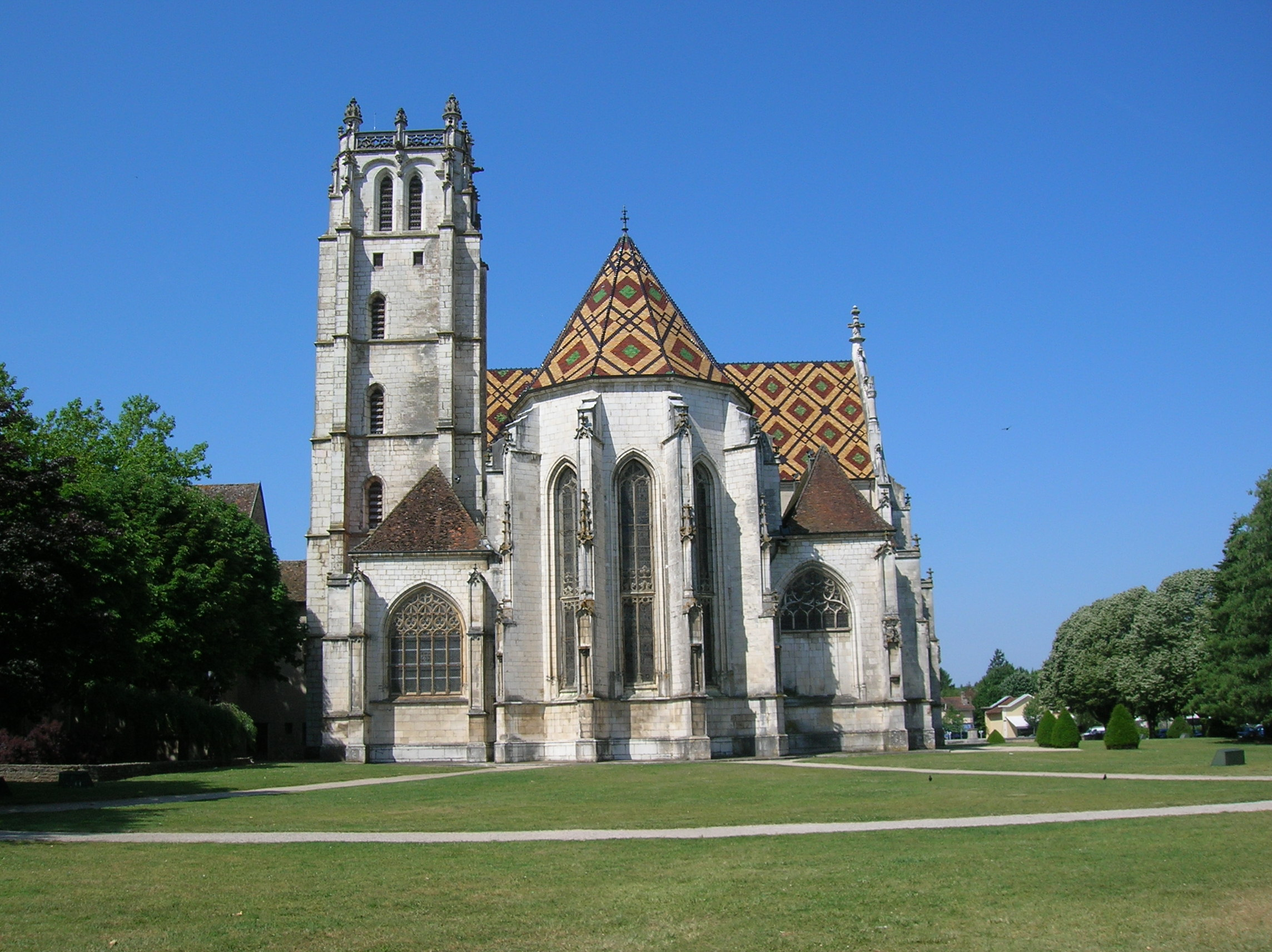
Kirche des Klosters Brou
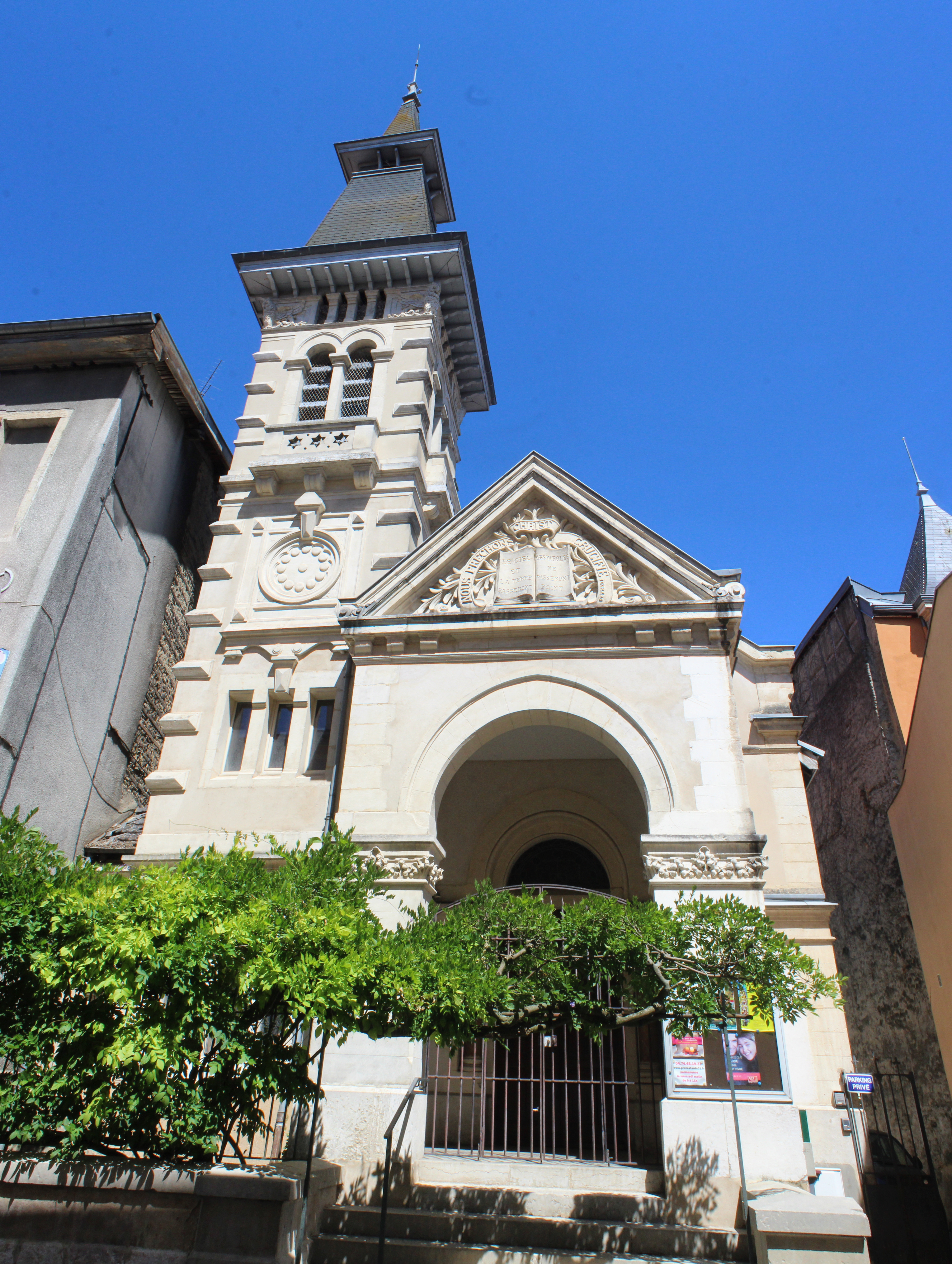
Protestantische Kirche
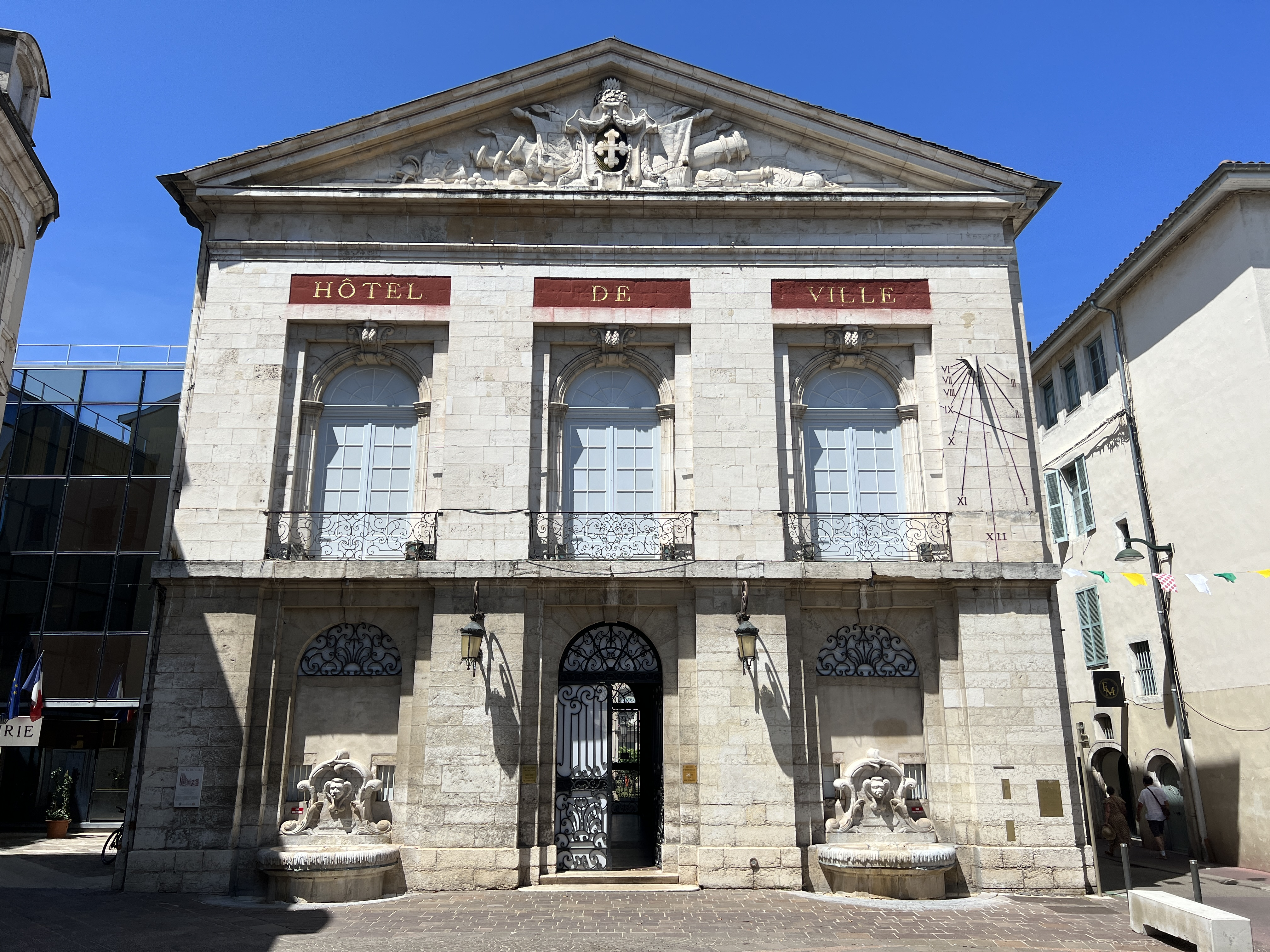
Hôtel de ville (Rathaus)

## Sport
Die bekanntesten Sportvereine sind die US Bressane, die Rugby Union spielt, und der Fußballklub FC Bourg-Péronnas.

## Persönlichkeiten
- Luise von Savoyen (1462–1503), Adlige und später Klarissin
- Nicolas Faret (1596–1646), Politiker und Autor
- Charles Démia (1637–1689), Pädagoge und Ordensgründer
- Jérôme Lalande (1732–1807), Mathematiker und Astronom
- Claude Charles Aubry de La Boucharderie (1773–1813), General der Artillerie
- Edgar Quinet (1803–1875), Schriftsteller und Historiker
- Émilien Cabuchet (1819–1902), Bildhauer
- Edmond Tiersot (1822–1883), Arzt, Politiker und Freizeitmusiker
- Aimé Bouvier (1843–1919), Zoologe, Naturalienhändler und Forschungsreisender
- Julien Tiersot (1857–1936), Musikwissenschaftler und Komponist
- Aimé Auguste Cotton (1869–1951), Physiker
- Charles Léchères (1895–1960), Offizier
- André Diethelm (1896–1954), Politiker
- Jacques Faivre (1932–2020), Fußballspieler
- Jacques Pépin (* 1935), Koch und Fernsehpersönlichkeit
- Jean-Pierre Hanrioud (* 1936), Autorennfahrer
- Alain Giletti (* 1939), Eiskunstläufer
- André Guy (* 1941), Fußballspieler
- Jacques Di Donato (* 1942), Musiker
- Daniel Morelon (* 1944), Radrennfahrer
- Marianne Hoepfner (* 1944), Autorennfahrerin
- Paul Fromin (* 1950), Komponist und Musiker
- Serge Crottier-Combe (* 1960), Radrennfahrer
- Véronique Ellena (* 1966), Fotografin und bildende Künstlerin
- Luc Jacquet (* 1967), Biologe und Regisseur
- Agnès Teppe (* 1968), Leichtathletin
- Nathalie Teppe (* 1972), Leichtathletin
- Jean-Charles Richard (* 1974), Jazzmusiker
- Lionel Nallet (* 1976), Kapitän der französischen Rugby-Union-Nationalmannschaft
- Peggy Provost (* 1977), Fußballspielerin
- Julien Benneteau (* 1981), Tennisspieler
- François Clerc (* 1983), Fußballnationalspieler
- Lou Lecaudey (* 1990), Jazzmusiker
- Florian Grengbo (* 2000), Radsportler